# كلام على المكشوف
كلام على المكشوف (الكورية: 비밀은 없어) هو مسلسل تلفزيوني كوري جنوبي، من بطولة جو كيونغ-بيو، كانغ هان-نا. عرض على قناة جاي تي بي سي في 1 مايو الى 6 يونيو 2024، تم بثه يومي الأربعاء والخميس الساعة 8:50 بتوقيت (KST)، وهو متاح على نتفليكس في مناطق دولياً.

## القصة
يحكي" قصة المذيع سونج كي بايك (جو كيونج بيو)، يبلغ من العمر 33 عامًا، يعمل في محطة (الترا اف ام)، والذي أصيب باضطراب يجعله يتحدث دون تفكير، وأون وو جو (كانج هان). نا)، كاتبة برامج متنوعة على استعداد لفعل أي شيء من أجل برنامجها الترفيهي. يأسر حديث "سونغ" الناجم عن الاضطراب وو-جو"، التي تجده مثيرًا للاهتمام وتوافق على التعاون معه في برنامج رومانسي متنوع.

## طاقم

### رئيسي
- جو كيونغ-بيو في دور سونغ كي-بايك[5]

مذيع "الترا اف ام" يبلغ من العمر 33 عامًا.
- كانغ هان-نا في دور اون وو-جو[5]

كاتبة ترفيهية متعطشة.

### داعم
- جوو جونغ-هيوك في دور كيم جونغ-هون[6]

فنان مشهور وهو صديق وو-جو السابق وزميل كي-بايك في المدرسة الثانوية.

## المشاهدات
| الموسم | الموسم | رقم الحلقة | رقم الحلقة | رقم الحلقة | رقم الحلقة | رقم الحلقة | رقم الحلقة | رقم الحلقة | رقم الحلقة | رقم الحلقة | رقم الحلقة | رقم الحلقة  | رقم الحلقة  | المتوسط     |
| الموسم | الموسم | 1          | 2          | 3          | 4          | 5          | 6          | 7          | 8          | 9          | 10         | 11          | 12          | المتوسط     |
| ------ | ------ | ---------- | ---------- | ---------- | ---------- | ---------- | ---------- | ---------- | ---------- | ---------- | ---------- | ----------- | ----------- | ----------- |
|        | 1      | 431        | 442        | غ/م        | 363        | غ/م        | غ/م        | غ/م        | غ/م        | غ/م        | غ/م        | ستُعلن لاحقًا | ستُعلن لاحقًا | ستُعلن لاحقًا |

| الحلقات | تاريخ البث   | تقييمات (نيلسن كوريا) | تقييمات (نيلسن كوريا) |
| الحلقات | تاريخ البث   | على الصعيد الوطني     | سيئول                 |
| ------- | ------------ | --------------------- | --------------------- |
| 1       | 1 مايو 2024  | 1.920%                | 1.892%                |
| 2       | 2 مايو 2024  | 2.022%                | 1.938%                |
| 3       | 8 مايو 2024  | 1.360%                | —                     |
| 4       | 9 مايو 2024  | 1.622%                | —                     |
| 5       | 15 مايو 2024 | 1.452%                | —                     |
| 6       | 16 مايو 2024 | 1.416%                | —                     |
| 7       | 22 مايو 2024 | 1.280%                | —                     |
| 8       | 23 مايو 2024 | 1.422%                | —                     |
| 9       | 29 مايو 2024 | 1.260%                | —                     |
| 10      | 30 مايو 2024 | 1.204%                | —                     |
| 11      | 5 يونيو 2024 | 1.299%                | —                     |
| 12      | 6 يونيو 2024 | 1.075%                | —                     |
| متوسط   | متوسط        | 1.444%                | _                     |

## الانتاج
في 21 اغسطس 2023 ، أعلنت كي ايست أنها قد وقعت عقد إنتاج وتوريد مع شركة SLL (التابعة لي JTBC)، لمسلسل "التحدث بصراحة" تبلغ قيمة العقد 12.9 مليار وون، سيتكون المسلسل من 12 حلقة.

## روابط خارجية
- الموقع الرسمي
 (بالكورية)
- كلام على المكشوف على موقع IMDb (الإنجليزية)
- كلام على المكشوف على موقع نتفليكس (الإنجليزية)
- كلام على المكشوف على موقع فيلمافينيتي (الإسبانية)
- كلام على المكشوف على موقع قاعدة بيانات الفيلم (الإنجليزية)
- كلام على المكشوف على هانسينما